# Thieuloy-Saint-Antoine
Thieuloy-Saint-Antoine là một xã thuộc tỉnh Oise trong vùng Hauts-de-France phía bắc nước Pháp. Xã này nằm ở khu vực có độ cao trung bình 200 mét trên mực nước biển.